# Libero Marchina
Libero Marchina (né le 8 mai 1907 à Alexandrie,  province d'Alexandrie dans le Piémont et mort le 13 août 1986 dans la même ville) était un footballeur italien évoluant au poste d'attaquant.

## Biographie
Libero Marchina remporte la Coupe CONI en 1926 avec l'US Alessandria.